# Raúl Becerra (periodista)
 Raúl Becerra (La Plata, 27 de enero de 1945) es un periodista, productor y conductor televisivo argentino, responsable de éxitos como Semanario insólito y La noticia rebelde.

## Biografía
Cuenta con grandes hitos como haber formado parte del programa de televisión Semanario insólito donde fue conductor y productor ejecutivo, programa que mezclaba noticias con humor, donde compartió escena con Adolfo Castelo, Virginia Hanglin y Raúl Portal. 
Entre 1986 y 1988, volvió a hacer historia con La noticia rebelde, un programa en la línea de Semanario insólito. Allí compartió pantalla con Adolfo Castelo, Carlos Abrevaya, Jorge Guinzburg y Nicolás Repetto. Fue también su productor general. En 1988, Becerra y Guinzburg abandonaron La noticia rebelde para realizar el programa Sin red.
En 1992 se volvió a juntar con Raúl Portal para crear Robocopia, un programa donde parodiaban a diferentes envíos de la televisión de entonces.
En 2003 vuelve a la televisión con El club de los ... emitido por Telefe, junto a Mariano Peluffo, Axel Kuschevatzky, Gerardo Young y Gillespi.
Otro programa fue ¡La hora, referí!, donde mezclaba humor con deportes en compañía de Daniel Dátola.
En 2022, formó parte de La Peña de Morfi en homenaje a Gerardo Rozín

## Trabajo como productor y/o creativo
- El precio justo (con Fernando Bravo).
- Rebelde sin pausa (con Roberto Pettinato).
- Cuidado con el perro (con Roberto Pettinato).
- Soñando con Valeria (con Valeria Lynch).
- Maru a la tarde (con Maru Botana).

Fue director creativo de La TV ataca, y de la primera temporada de Latin American Idol.
Promovió el debut televisivo de Fabián Polosecki, Nicolás Repetto, Matías Martin, Gerardo Rozín, Leonardo Rosenwasser, Jorge Carna Crivelli, los hermanos Adrián, Alejandro y Diego Korol, Daniel Aráoz y Daniela Cardone, entre otros.
Otras labores que ejerció fueron la de gerente de programación de dos canales:
- ATC (actual TV Pública) y
- TyC Sports.